# Mabulatrichus dentatus
Mabulatrichus dentatus är en kvalsterart som beskrevs av Coetzee 1993. Mabulatrichus dentatus ingår i släktet Mabulatrichus och familjen Zetomotrichidae. Inga underarter finns listade i Catalogue of Life.